# Zgromadzenie Parafialne
Zgromadzenie Parafialne – organ władzy kościelnej dla parafii w Kościele Ewangelicko-Augsburskim w RP. Jest najwyższą władzą w parafii. Podejmowanie uchwał następuje bezwzględną większością głosów, bez względu na liczbę obecnych członków. Zgromadzenie stanowi kolegium wyborcze podczas wyborów do władz kościelnych parafii. Członkami Zgromadzenia Parafialnego, są członkowie parafii posiadający czynne prawo wyborcze. Jeśli w parafii nie istnieje Komitet Parafialny, Zgromadzenie powinno być zwoływane raz w roku. Prawo do zwoływania ma Rada Parafialna, władza kościelna wyższego szczebla, bądź parafianie z wnioskiem pod którym podpisało się 10% wszystkich członków, mających prawo wyborcze.

## Prerogatywy
Zgromadzenie Parafialne wybiera proboszcza i jego pomocników; członków Rady Parafialnej, Komitetu Parafialnego, Komisji Rewizyjnej oraz delegatów na Synod Diecezjalny. Podejmuje również uchwały w zakresie zarządzania parafią, m.in.: zaciągania pożyczek, uchwalania budżetu, zakładania fundacji.